# Xavier Tondó
Xavier Tondó Volpini (Valls, 5 novembre 1978 – Granada, 23 maggio 2011) è stato un ciclista su strada spagnolo, professionista dal 2003 fino al decesso, avvenuto per un incidente domestico.

## Carriera

### 2003-2008: i primi anni
Xavier Tondó divenne professionista nel 2003 con la squadra Paternina-Costa de Almería. Dopo un periodo trascorso nella portoghese Barbot-Gaia, nel 2005 conquistò presso gli spagnoli della Catalunya-Angel Mir il primo successo in carriera, nella Volta ao Alentejo. Durante lo stesso anno ottenne anche un quinto posto nella Subida al Naranco.
Nel 2006 fu ingaggiato dalla Relax-GAM, squadra Professional Continental, riuscendo ad ottenere all'esordio un buon quinto posto finale nella Vuelta al País Vasco. Nello stesso anno la sua squadra venne invitata alla Vuelta a España, tuttavia la frattura di una caviglia provocata da un incidente con un camoscio sui Pirenei durante un allenamento in luglio gli negò la possibilità di parteciparvi e mise praticamente fine all'intera stagione.
Nel 2007 viene ingaggiato dalla Continental portoghese LA-MSS, e in stagione riesce peraltro a vincere due delle più importanti corse a tappe nazionali, il Troféu Joaquim Agostinho e il Giro del Portogallo. L'anno successivo, nel 2008, sempre con la maglia de LA-MSS si impone nella Subida al Naranco e ottiene un secondo posto nella generale della Vuelta Ciclista Asturias.

### 2009-2010: l'affermazione

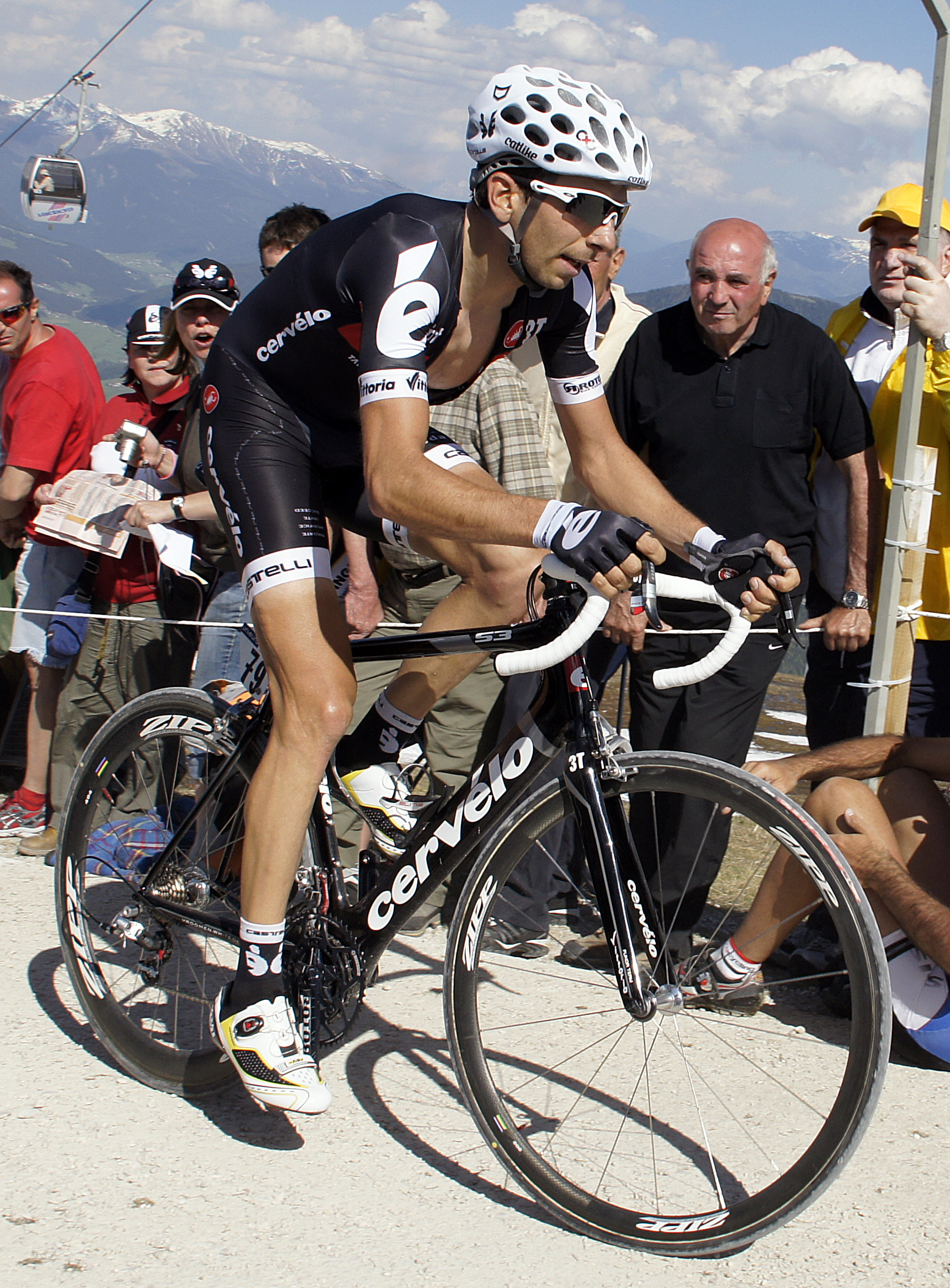
Tondó al Giro d'Italia 2010

Il 2009 è l'anno della svolta. Passa infatti alla spagnola Andalucía-Cajasur, formazione che gli consente di partecipare a corse di maggiore spessore. Proprio in questa squadra ottiene svariati risultati durante tutto l'arco della stagione: comincia subito bene con un successo parziale nel Tour de San Luis in Argentina e un secondo posto nella classifica finale della Vuelta a Andalucía, corsa in cui vince peraltro il prologo. Ottiene poi altri risultati di rilievo nelle generali della Vuelta a Murcia (quarto posto) e della Vuelta a Castilla y León (sesto posto), e quindi nella prestigiosa Volta Ciclista a Catalunya, dove si classifica all'ottavo posto finale. Anche nei mesi estivi ottiene buoni piazzamenti: un sesto posto nel campionato nazionale spagnolo, un terzo posto finale nella Vuelta a la Comunidad de Madrid, e due secondi posti nella classica spagnola Subida a Urkiola e nella classifica finale della Vuelta a Burgos. La squadra viene così invitata alla Vuelta a España, dove però un infortunio gli pregiudica ogni velleità e lo costringe al ritiro.
Tutti questi risultati lo mettono in mostra e nel 2010 Tondó passa alla blasonata Professional Cervélo TestTeam. Anche qui ottiene ben presto ottimi risultati: dapprima conquista una tappa alla Parigi-Nizza, la sua prima vittoria in una corsa ProTour, poi ne conquista una tappa e il secondo posto finale alla Volta a Catalunya, preceduto dal solo Joaquim Rodríguez. In maggio conclude terzo nella tappa del Terminillo al Giro d'Italia, mentre in settembre prende parte alla Vuelta a España concludendola al sesto posto della generale (quinto dopo la squalifica di Ezequiel Mosquera).

### 2011: la morte
Nel 2011, a seguito della fusione della Cervélo nel neonato team ProTour Garmin-Cervélo, non ottiene la riconferma, passando comunque in un'altra squadra ProTour, la Movistar, dove vista la squalifica di Alejandro Valverde risulta essere uno dei corridori di maggiore spessore. Dopo aver vinto una tappa al Tour de San Luis, avendo deciso di focalizzare la stagione sul Tour de France, prende parte a diverse corse ProTour: Parigi-Nizza (quattordicesimo posto finale), Volta a Catalunya (sesto) e Vuelta al País Vasco (quinto). Subito dopo ottiene quella che sarà la sua ultima vittoria: la classifica finale della Vuelta a Castilla y León. A questo punto il suo calendario prevede lo svolgimento delle classiche delle Ardenne, tuttavia non le disputa per problemi fisici, prima di un periodo di riposo e di allenamento in ottica Grane Boucle.
Il 23 maggio 2011, a 32 anni, perde la vita a causa di un incidente domestico, rimanendo schiacciato dalla porta del garage mentre stava uscendo per andare ad allenarsi sulla Sierra Nevada insieme al compagno Beñat Intxausti, proprio per prepararsi al meglio per il Tour de France.

## Palmarès
- 2002

7ª tappa Tour of Qinghai Lake
- 2005

4ª tappa Volta ao Alentejo
Classifica generale Volta ao Alentejo
3ª tappa Vuelta a Asturias
- 2007

Prologo Troféu Joaquim Agostinho (cronometro)
Classifica generale Troféu Joaquim Agostinho
Classifica generale Giro del Portogallo
- 2008

Subida al Naranco
- 2009

5ª tappa Tour de San Luis (San Francisco del Monte de Oro > Merlo)
Prologo Vuelta a Andalucía (Jaén, cronometro)
- 2010

6ª tappa Parigi-Nizza (Peynier > Tourrettes-sur-Loup)
2ª tappa Volta Ciclista a Catalunya (La Vall d'En Bas > La Seu d'Urgell)
- 2011

4ª tappa Tour de San Luis (San Luis, cronometro)
Classifica generale Vuelta a Castilla y León

## Piazzamenti

### Grandi Giri
- Giro d'Italia

2010: ritirato (20ª tappa)
- Vuelta a España

2009: ritirato (13ª tappa)
2010: 5º

### Classiche monumento
- Liegi-Bastogne-Liegi

2010: 24º
- Giro di Lombardia

2010: ritirato